# 耶澜可汗
耶澜可汗（?—?），名屈戍，又作屈戌、鹘戍，是契丹遥辇氏的第七任可汗、部落联盟首领，其在位时间大约相当于唐武宗。
屈戍原依附回鹘。文宗开成五年（840年），回鹘被黠戛斯打败，可汗被杀，诸部溃散。武宗会昌二年（842年）唐朝破回鹘，屈戍脱离回鹘统治，举部内附唐朝。九月，唐武宗下制：“契丹新立王屈戍，可云麾将军，守右武卫将军员外置同正员。”幽州节度使张仲武上奏：“屈戍等云，契丹旧用回纥印，今恳请闻奏，乞国家赐印。”唐武宗同意了，唐新印以“奉国契丹之印”为文。唐武宗诏书称赞他“英雄挺出、忠信生知。威令可固于封疆，诚素必彰于礼义。”辽国建立后，耶澜可汗的子孙为遥辇九帐之一。
| 前任： 昭古可汗 | 契丹可汗 | 繼任： 巴剌可汗 |